# Хилково (Мордовия)
Хилково - село, центр сельской администрации в Торбеевском районе. Население 355 чел. (2001), в основном русские.
Расположено на р. Малый Виндрей, в 13 км от районного центра и железнодорожной станции Торбеево. Название-антропоним: по фамилии князей Хилковых (воеводы в Шацке и Керенске); И. А. Хилков упоминается в актовом документе 1693 г. В «Списке населённых мест Тамбовской губернии» (1866) Хилково (Никольское, Филково) - село владельческое из 146 дворов (1 578 чел.) Спасского уезда; имелась церковь. В начале 1930-х гг. был образован колхоз «Память Ильича», с 1996 г. - СХПК. В современном селе - основная школа, библиотека, Дом культуры, столовая; памятник воинам, погибшим в годы Великой Отечественной войны. Хилково - родина прозаика Ю. Ф. Козлова. В Хилковскую сельскую администрацию входят д. Красная Поляна (53 чел.) и Бобровка (58), с. Московка (47), пос. Мокша (14 чел.).

## Источник
- Энциклопедия Мордовия, В. П. Лузгин.